# Юшкова (Тугулимський міський округ)
Ю́шкова (рос. Юшкова) — присілок у складі Тугулимського міського округу Свердловської області.
Населення — 198 осіб (2010, 208 у 2002).
Національний склад станом на 2002 рік: росіяни — 92 %.